# Триглав (гора)
Три́глав (словен. Triglav вимовляється [ˈtɾiːɡlau̯]; нім. Terglau; італ. Tricorno) — гора в Словенії, найвища вершина країни, колишньої Югославії і Юлійських Альп. Висота гори — 2 864 метри. Триглав — національний символ Словенії, зображений на гербі і прапорі країни. Гора з околицями оголошена єдиним в Словенії національним парком.

## Географія

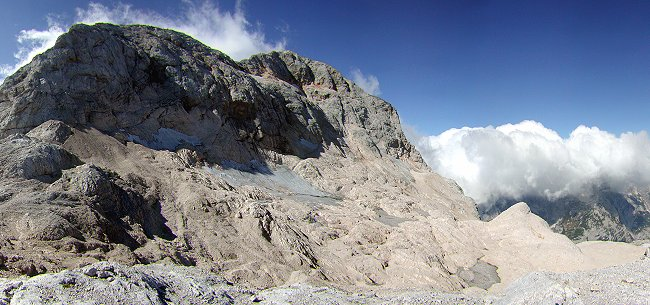
Залишки льодовика Триглав у 2002 році

Гора отримала свою назву через триглаву вершину; найбільш відомий її профіль, зображений на прапорі Словенії, можна бачити з міста Бохінь.
На вершині гори знаходиться вежа «Альяжів стовп», металева конструкція, поставлена на вершині 7 серпня 1895 року священиком Якобом Альяжем.
Вперше гору підкорили 26 серпня 1778 року четверо словенських альпіністів — Лука Корошець, Матія Кос, Штефан Рожич і Ловренц Вілломітцер.
В міфології словенців гора Триглав займала особливе місце, відома легенда про гірського козла Златоріг з рогами з чистого золота, який жив на схилі Триглава. На його честь названа одна з найвідоміших пивних марок Словенії — «Златорог».
Околиці Триглава за межею національного парку є відомим курортом гірськолижного туризму